# Karl Borinski
Karl Borinski (ur. 11 czerwca 1861 w Katowicach, zm. 12 stycznia 1922 w Monachium) – niemiecki germanista i historyk literatury.
Był synem pochodzącego z Wrocławia żydowskiego kupca Louisa Borinskiego. Po ukończeniu szkoły w Katowicach, studiował germanistykę i historię na Uniwersytecie Fryderyka Wilhelma w Berlinie, a następnie na Uniwersytecie Ludwika i Maksymiliana w Monachium, gdzie kontynuował studia pod kierunkiem Michaela Bernaysa i Konrada Hofmanna. W 1894 roku uzyskał habilitację na podstawie pracy „Die Kunstlehre der Renaissance” o poezji dworskiej XVII wieku. Od 1906 roku był profesorem nadzwyczajnym historii literatury na Uniwersytecie Ludwika i Maksymiliana. W 1917 roku został członkiem Bawarskiej Akademii Nauk.
W 1882 roku przeszedł na chrześcijaństwo w obrządku luterańskim. W 1908 roku ożenił się z Johanną, córką producenta wyrobów z brązu J. B. Schweitzera z Landshut. W roku 1910 urodził się im syn Ludwig, który został później anglistą na Uniwersytecie w Hamburgu.
Jego prace skupiały się na całej niemieckiej historii literatury, z naciskiem na poetykę, estetykę i aspekty lingwistyczne literatury. Szczególną uwagę poświęcił twórczości Gottholda Ephraima Lessinga. Współpracował przy pełnym wydaniu jego dzieł, redagowanym przez Juliusa Petersena i Waldemara von Olshausena, między innymi edytował wraz z Alfredem Schöne tom 17. W 1921 roku opublikował dwutomowe dzieło „Geschichte der deutschen Literatur”, które obejmowało historię literatury niemieckiej od najwcześniejszych początków do XVIII wieku w pierwszym tomie, a drugi tom poświęcony był okresowi od Sturm und Drang do współczesności.
Uważany jest za jednego z ostatnich znaczących przedstawicieli najlepszych tradycji naukowych XIX wieku.